# 362316 Dogora
362316 Dogora è un asteroide della fascia principale. Scoperto nel 2009, presenta un'orbita caratterizzata da un semiasse maggiore pari a 2,9695668 UA e da un'eccentricità di 0,2444675, inclinata di 8,26199° rispetto all'eclittica.